# Florian Kringe
Florian Kringe (Siegen, 18 augustus 1982) is een Duits betaald voetballer die bij voorkeur als middenvelder speelt. Hij debuteerde in het seizoen 2004/05 in de hoofdmacht van Borussia Dortmund. Daar stootte hij in 2002 door vanuit de eigen jeugdopleiding, maar werd toen eerst twee jaar verhuurd aan 1. FC Köln. In november 2007 verlengde Kringe zijn contract bij Dortmund tot aan de zomer van 2012.
Kringe speelde na zijn debuut in de hoofdmacht van Dortmund 150 competitiewedstrijden in vijf seizoenen voor de club. Gedurende de jaargang 2009/10 werd hij opnieuw verhuurd, ditmaal aan Hertha BSC. Hij brak dat seizoen twee keer een middenvoetsbeentje, waardoor hij het grootste gedeelte van de competitie niet inzetbaar was.

## Cluboverzicht
| Seizoen  | Club                | Competitie    | Wedstrijden | Doelpunten |
| -------- | ------------------- | ------------- | ----------- | ---------- |
| 2001-'02 | Borussia Dortmund   | Bundesliga    | 0           | 0          |
| 2002-'03 | → 1. FC Köln (huur) | 2. Bundesliga | 33          | 7          |
| 2003-'04 | → 1. FC Köln (huur) | Bundesliga    | 29          | 1          |
| 2004-'05 | Borussia Dortmund   | Bundesliga    | 30          | 1          |
| 2005-'06 | Borussia Dortmund   | Bundesliga    | 30          | 5          |
| 2006-'07 | Borussia Dortmund   | Bundesliga    | 34          | 2          |
| 2007-'08 | Borussia Dortmund   | Bundesliga    | 27          | 5          |
| 2008-'09 | Borussia Dortmund   | Bundesliga    | 29          | 4          |
| 2009-'10 | → Hertha BSC (huur) | Bundesliga    | 12          | 0          |
| 2010-'11 | Borussia Dortmund   | Bundesliga    | 0           | 0          |
| 2011-'12 | Borussia Dortmund   | Bundesliga    | 1           | 0          |